# 위도중학교
위도중학교(蝟島中學校)는 대한민국 전북특별자치도 부안군 위도면 진리에 있는 공립 중학교이다.

## 학교 연혁
- 1967년 12월 30일 : 위도중학교 설립인가(3학급)
- 1968년 3월 28일 : 위도중학교 1학년 입학식(1학급)
- 1984년 11월 27일 : 위도고등학교 설립인가(3학급)
- 2023년 1월 2일 : 위도중학교 제53회 졸업식(1명, 누계 2,205명)
- 2023년 3월 2일 : 위도중학교 제31대 윤영준 교장 부임
- 2024년 3월 4일 : 위도중학교 1학년 입학식(1학급)

## 참고 자료
- 위도중학교 - 한국교육학술정보원 학교알리미